# アウグスト・ゲオルク (バーデン＝バーデン辺境伯)
アウグスト・ゲオルク・ジンペルト（August Georg Simpert von Baden-Baden, 1706年1月14日 - 1771年10月21日）は、ドイツのバーデン＝バーデン辺境伯（在位：1761年 - 1771年）。

## 生涯
ハプスブルク帝国軍の名将で「トルコ人ルイ（Türkenlouis）」の異名を持つバーデン＝バーデン辺境伯ルートヴィヒ・ヴィルヘルムとその妻でザクセン＝ラウエンブルク公ユリウス・フランツの娘であるフランツィスカ・ジビッラ・アウグスタの間の末息子で、バーデン＝バーデン辺境伯家最後の当主。
兄のルートヴィヒ・ゲオルクが辺境伯家を継いだため、母フランツィスカの意向で聖職者となるよう教育され、1726年にはケルンの司教座聖堂参事会員、1728年にはアウクスブルクの司教座聖堂参事会員主席に任命された。しかし司教や大司教といった諸侯の末子に相応しい地位を得られる見込みが無く、1735年には僧籍を捨てて軍人に転向、同年の12月7日にアーレンベルク公爵家の当主レオポルド・フィリップの娘マリー・ヴィクトワールと結婚したが、間に子供を授からなかった。1743年から1771年まで、シュヴァーベン・クライス（Schwäbischer Reichskreis）所属の第3歩兵連隊（3. Kreis-Infanterie-Regiment）の連隊長を務めた。
1761年に男子のない兄から家督を継いだが、子供がいないためバーデン＝バーデン辺境伯家の断絶は確定的となり、1771年に亡くなると、遺領は遠縁のバーデン＝ドゥルラハ辺境伯カール・フリードリヒが相続し、バーデン辺境伯領は1515年のクリストフ1世の死に伴う分割相続以後、初めて統合された。